# Danh sách nước theo tỷ lệ giới tính
Đây là danh sách các nước và vùng lãnh thổ theo tỷ lệ giới tính. Tỷ lệ giới tính của vùng là số nam giới cho mỗi phụ nữ trong dân số.

## Danh sách theo tỷ lệ giới tính
Số liệu theo The World Factbook 2020.
| Nước/vùng                   | Sơ sinh | 0-14 | 15-24 | 25-54 | 55-64 | ≥65  | Tổng |
| --------------------------- | ------- | ---- | ----- | ----- | ----- | ---- | ---- |
| World                       | 1.07    | 1.07 | 1.07  | 1.03  | 0.96  | 0.81 | 1.01 |
| Liên minh châu Âu           | 1.06    | 1.05 | 1.05  | 1.01  | 0.95  | 0.75 | 0.95 |
| Afghanistan                 | 1.05    | 1.03 | 1.03  | 1.03  | 0.97  | 0.85 | 1.03 |
| Albania                     | 1.08    | 1.11 | 1.09  | 0.93  | 0.95  | 0.87 | 0.98 |
| Algérie                     | 1.05    | 1.05 | 1.05  | 1.03  | 1.01  | 0.89 | 1.03 |
| Andorra                     | 1.07    | 1.06 | 1.06  | 1.04  | 1.12  | 1.03 | 1.06 |
| Angola                      | 1.03    | 0.99 | 0.95  | 0.91  | 0.89  | 0.72 | 0.95 |
| Anguilla                    | 1.03    | 1.04 | 1.02  | 0.81  | 0.79  | 0.98 | 0.90 |
| Antigua và Barbuda          | 1.05    | 1.03 | 0.99  | 0.85  | 0.80  | 0.75 | 0.89 |
| Argentina                   | 1.07    | 1.06 | 1.05  | 1.00  | 0.94  | 0.73 | 0.98 |
| Armenia                     | 1.10    | 1.12 | 1.10  | 0.97  | 0.85  | 0.68 | 0.95 |
| Aruba                       | 1.02    | 1.01 | 1.01  | 0.93  | 0.88  | 0.65 | 0.90 |
| Úc                          | 1.06    | 1.06 | 1.09  | 0.99  | 0.93  | 0.86 | 0.99 |
| Áo                          | 1.05    | 1.05 | 1.03  | 1.00  | 0.99  | 0.78 | 0.96 |
| Azerbaijan                  | 1.06    | 1.13 | 1.14  | 0.98  | 0.84  | 0.64 | 0.98 |
| Bahamas                     | 1.03    | 1.03 | 1.03  | 1.00  | 0.86  | 0.63 | 0.96 |
| Bahrain                     | 1.03    | 1.03 | 1.31  | 1.87  | 1.67  | 1.04 | 1.53 |
| Bangladesh                  | 1.04    | 1.04 | 1.00  | 0.92  | 0.97  | 0.89 | 0.97 |
| Barbados                    | 1.01    | 1.00 | 0.98  | 0.99  | 0.91  | 0.70 | 0.94 |
| Belarus                     | 1.06    | 1.06 | 1.06  | 0.98  | 0.79  | 0.48 | 0.87 |
| Bỉ                          | 1.05    | 1.05 | 1.04  | 1.02  | 0.99  | 0.78 | 0.97 |
| Belize                      | 1.05    | 1.04 | 1.07  | 0.95  | 0.98  | 0.94 | 1.00 |
| Bénin                       | 1.05    | 1.02 | 0.99  | 0.90  | 0.92  | 0.84 | 0.97 |
| Bermuda                     | 1.02    | 1.02 | 1.01  | 1.01  | 0.90  | 0.74 | 0.94 |
| Bhutan                      | 1.05    | 1.05 | 1.04  | 1.12  | 1.15  | 1.08 | 1.08 |
| Bolivia                     | 1.05    | 1.04 | 1.03  | 0.97  | 0.85  | 0.78 | 0.98 |
| Bosna và Hercegovina        | 1.07    | 1.07 | 1.07  | 1.01  | 0.95  | 0.67 | 0.95 |
| Botswana                    | 1.03    | 1.02 | 0.97  | 0.90  | 0.76  | 0.71 | 0.93 |
| Brasil                      | 1.05    | 1.04 | 1.03  | 0.99  | 0.90  | 0.74 | 0.97 |
| Brunei                      | 1.05    | 1.06 | 1.00  | 0.90  | 0.98  | 0.95 | 0.96 |
| Bulgaria                    | 1.06    | 1.06 | 1.08  | 1.06  | 0.90  | 0.67 | 0.95 |
| Burkina Faso                | 1.03    | 1.03 | 1.01  | 0.87  | 0.76  | 0.76 | 0.96 |
| Burundi                     | 1.03    | 1.01 | 1.00  | 0.98  | 0.87  | 0.75 | 0.99 |
| Campuchia                   | 1.05    | 1.02 | 0.99  | 0.96  | 0.78  | 0.59 | 0.95 |
| Cameroon                    | 1.03    | 1.02 | 1.01  | 0.97  | 0.94  | 0.88 | 0.99 |
| Canada                      | 1.05    | 1.06 | 1.07  | 1.01  | 0.98  | 0.84 | 0.98 |
| Cabo Verde                  | 1.03    | 1.01 | 1.00  | 0.95  | 0.84  | 0.60 | 0.95 |
| Quần đảo Cayman             | 1.02    | 1.01 | 1.00  | 0.95  | 0.92  | 0.85 | 0.95 |
| Trung Phi                   | 1.03    | 1.01 | 1.01  | 1.00  | 0.92  | 0.64 | 0.99 |
| Tchad                       | 1.04    | 1.02 | 1.01  | 0.93  | 0.78  | 0.76 | 0.98 |
| Chile                       | 1.04    | 1.04 | 1.04  | 1.00  | 0.90  | 0.72 | 0.97 |
| Trung Quốc                  | 1.11    | 1.16 | 1.17  | 1.05  | 1.02  | 0.90 | 1.06 |
| Colombia                    | 1.06    | 1.05 | 1.04  | 0.99  | 0.90  | 0.72 | 0.98 |
| Comoros                     | 1.03    | 1.00 | 0.94  | 0.90  | 0.83  | 0.81 | 0.94 |
| Cộng hòa Dân chủ Congo      | 1.03    | 1.01 | 1.01  | 1.00  | 0.93  | 0.76 | 1.00 |
| Cộng hoà Congo              | 1.03    | 1.02 | 1.01  | 1.00  | 1.06  | 0.81 | 1.01 |
| Quần đảo Cook               | 1.05    | 1.12 | 1.15  | 0.98  | 1.25  | 0.94 | 1.06 |
| Costa Rica                  | 1.05    | 1.05 | 1.04  | 1.02  | 0.94  | 0.85 | 1.00 |
| Croatia                     | 1.06    | 1.06 | 1.05  | 1.00  | 0.94  | 0.69 | 0.93 |
| Cuba                        | 1.06    | 1.06 | 1.08  | 1.01  | 0.95  | 0.83 | 0.99 |
| Curaçao                     | 1.05    | 1.05 | 1.06  | 1.00  | 0.77  | 0.68 | 0.92 |
| Síp                         | 1.05    | 1.06 | 1.20  | 1.13  | 0.92  | 0.76 | 1.05 |
| Cộng hòa Séc                | 1.05    | 1.06 | 1.07  | 1.06  | 0.96  | 0.72 | 0.97 |
| Đan Mạch                    | 1.07    | 1.06 | 1.05  | 1.02  | 1.00  | 0.85 | 0.99 |
| Djibouti                    | 1.03    | 1.01 | 0.89  | 0.71  | 0.76  | 0.80 | 0.83 |
| Dominica                    | 1.05    | 1.05 | 1.06  | 1.03  | 1.10  | 0.85 | 1.02 |
| Cộng hòa Dominica           | 1.04    | 1.03 | 1.03  | 1.04  | 1.00  | 0.89 | 1.02 |
| Ecuador                     | 1.05    | 1.04 | 1.04  | 0.96  | 0.94  | 0.89 | 0.99 |
| Ai Cập                      | 1.06    | 1.07 | 1.07  | 1.03  | 1.00  | 0.92 | 1.05 |
| El Salvador                 | 1.05    | 1.05 | 1.03  | 0.87  | 0.73  | 0.77 | 0.92 |
| Guinea Xích Đạo             | 1.03    | 1.03 | 1.04  | 1.01  | 0.78  | 0.70 | 1.00 |
| Eritrea                     | 1.03    | 1.01 | 0.99  | 0.96  | 0.84  | 0.69 | 0.97 |
| Estonia                     | 1.05    | 1.05 | 1.08  | 1.04  | 0.84  | 0.53 | 0.88 |
| Eswatini                    | 1.03    | 1.00 | 0.90  | 0.87  | 0.74  | 0.60 | 0.90 |
| Ethiopia                    | 1.03    | 1.01 | 1.00  | 0.99  | 0.97  | 0.85 | 1.00 |
| Quần đảo Falkland           | N/A     | N/A  | N/A   | N/A   | N/A   | N/A  | 1.12 |
| Quần đảo Faroe              | 1.07    | 1.07 | 1.07  | 1.16  | 1.07  | 0.94 | 1.08 |
| Fiji                        | 1.05    | 1.05 | 1.04  | 1.05  | 1.02  | 0.85 | 1.03 |
| Phần Lan                    | 1.05    | 1.05 | 1.05  | 1.05  | 0.97  | 0.78 | 0.97 |
| Pháp                        | 1.05    | 1.05 | 1.05  | 1.02  | 0.93  | 0.77 | 0.96 |
| Polynésie thuộc Pháp        | 1.05    | 1.06 | 1.09  | 1.05  | 1.05  | 0.93 | 1.05 |
| Gabon                       | 1.03    | 1.04 | 1.09  | 1.15  | 1.04  | 1.00 | 1.08 |
| Gambia                      | 1.03    | 1.01 | 0.98  | 0.96  | 0.91  | 0.85 | 0.98 |
| Gruzia                      | 1.05    | 1.09 | 1.14  | 0.97  | 0.79  | 0.65 | 0.92 |
| Đức                         | 1.05    | 1.06 | 1.04  | 1.01  | 1.00  | 0.79 | 0.96 |
| Ghana                       | 1.03    | 1.01 | 0.99  | 0.94  | 0.95  | 0.85 | 0.97 |
| Gibraltar                   | 1.07    | 1.06 | 1.07  | 1.06  | 0.72  | 0.93 | 1.01 |
| Hy Lạp                      | 1.07    | 1.07 | 1.11  | 0.98  | 0.90  | 0.80 | 0.95 |
| Greenland                   | 1.05    | 1.03 | 1.01  | 1.10  | 1.17  | 1.13 | 1.08 |
| Grenada                     | 1.10    | 1.09 | 1.01  | 1.04  | 1.04  | 0.88 | 1.03 |
| Guam                        | 1.07    | 1.07 | 1.16  | 1.07  | 1.05  | 0.87 | 1.06 |
| Guatemala                   | 1.05    | 1.04 | 1.01  | 0.96  | 0.87  | 0.82 | 0.99 |
| Guernsey                    | 1.05    | 1.06 | 1.04  | 1.02  | 0.98  | 0.85 | 0.99 |
| Guinée                      | 1.03    | 1.02 | 1.01  | 1.00  | 0.94  | 0.81 | 1.00 |
| Guiné-Bissau                | 1.03    | 1.00 | 0.96  | 0.90  | 0.96  | 0.74 | 0.95 |
| Guyana                      | 1.05    | 1.04 | 1.04  | 1.10  | 0.88  | 0.68 | 1.02 |
| Haiti                       | 1.01    | 0.99 | 1.00  | 0.98  | 0.92  | 0.78 | 0.98 |
| Honduras                    | 1.03    | 1.02 | 1.00  | 0.90  | 0.83  | 0.80 | 0.95 |
| Hồng Kông                   | 1.06    | 1.12 | 1.10  | 0.75  | 0.87  | 0.88 | 0.86 |
| Hungary                     | 1.06    | 1.06 | 1.07  | 1.02  | 0.87  | 0.62 | 0.91 |
| Iceland                     | 1.05    | 1.04 | 1.02  | 1.03  | 0.98  | 0.89 | 1.00 |
| Ấn Độ                       | 1.11    | 1.13 | 1.14  | 1.07  | 1.00  | 0.89 | 1.08 |
| Indonesia                   | 1.05    | 1.04 | 1.04  | 1.05  | 0.85  | 0.77 | 1.00 |
| Iran                        | 1.05    | 1.05 | 1.05  | 1.04  | 0.96  | 0.87 | 1.03 |
| Iraq                        | 1.05    | 1.04 | 1.03  | 1.00  | 0.96  | 0.80 | 1.01 |
| Ireland                     | 1.06    | 1.05 | 1.02  | 1.01  | 1.00  | 0.86 | 1.00 |
| Đảo Man                     | 1.08    | 1.09 | 1.15  | 1.00  | 1.01  | 0.90 | 1.00 |
| Israel                      | 1.05    | 1.05 | 1.04  | 1.04  | 0.99  | 0.82 | 1.01 |
| Ý                           | 1.06    | 1.05 | 1.01  | 0.97  | 0.94  | 0.76 | 0.93 |
| Bờ Biển Ngà                 | 1.03    | 1.01 | 1.00  | 1.03  | 1.04  | 0.81 | 1.01 |
| Jamaica                     | 1.05    | 1.04 | 1.02  | 0.94  | 0.98  | 0.90 | 0.98 |
| Nhật Bản                    | 1.06    | 1.06 | 1.11  | 0.98  | 1.00  | 0.78 | 0.94 |
| Jersey                      | 1.06    | 1.07 | 1.06  | 1.02  | 0.95  | 0.74 | 0.97 |
| Jordan                      | 1.06    | 1.06 | 1.11  | 1.18  | 1.11  | 0.96 | 1.11 |
| Kazakhstan                  | 0.94    | 0.96 | 1.04  | 0.97  | 0.78  | 0.54 | 0.91 |
| Kenya                       | 1.02    | 1.01 | 1.00  | 1.00  | 0.96  | 0.84 | 1.00 |
| Kiribati                    | 1.05    | 1.04 | 0.97  | 0.93  | 0.82  | 0.64 | 0.94 |
| CHDCND Triều Tiên           | 1.06    | 1.04 | 1.01  | 1.01  | 0.91  | 0.53 | 0.95 |
| Hàn Quốc                    | 1.05    | 1.06 | 1.10  | 1.08  | 0.96  | 0.76 | 1.01 |
| Kosovo                      | 1.08    | 1.08 | 1.09  | 1.12  | 1.05  | 0.74 | 1.06 |
| Kuwait                      | 1.05    | 1.09 | 1.21  | 1.69  | 1.26  | 0.79 | 1.38 |
| Kyrgyzstan                  | 1.07    | 1.05 | 1.03  | 0.97  | 0.78  | 0.62 | 0.96 |
| Lào                         | 1.04    | 1.02 | 0.99  | 0.98  | 0.94  | 0.83 | 0.99 |
| Latvia                      | 1.05    | 1.06 | 1.07  | 1.00  | 0.82  | 0.50 | 0.86 |
| Liban                       | 1.05    | 1.05 | 1.04  | 1.03  | 0.91  | 0.75 | 1.00 |
| Lesotho                     | 1.03    | 1.01 | 0.92  | 0.95  | 1.15  | 1.07 | 0.98 |
| Liberia                     | 1.03    | 1.02 | 1.00  | 0.97  | 1.03  | 0.96 | 1.00 |
| Libya                       | 1.05    | 1.04 | 1.04  | 1.09  | 0.97  | 0.86 | 1.05 |
| Liechtenstein               | 1.26    | 1.21 | 1.03  | 1.00  | 0.93  | 0.85 | 0.99 |
| Litva                       | 1.06    | 1.05 | 1.07  | 0.99  | 0.80  | 0.52 | 0.86 |
| Luxembourg                  | 1.06    | 1.06 | 1.05  | 1.05  | 1.05  | 0.82 | 1.02 |
| Ma Cao                      | 1.05    | 1.06 | 1.12  | 0.81  | 0.99  | 0.88 | 0.90 |
| Madagascar                  | 1.03    | 1.02 | 1.01  | 1.00  | 0.97  | 0.83 | 1.00 |
| Malawi                      | 1.02    | 0.99 | 0.98  | 0.99  | 0.93  | 0.78 | 0.98 |
| Malaysia                    | 1.07    | 1.06 | 1.03  | 1.02  | 1.03  | 0.90 | 1.03 |
| Maldives                    | 1.05    | 1.04 | 1.27  | 1.19  | 0.92  | 0.81 | 1.13 |
| Mali                        | 1.03    | 1.01 | 0.91  | 0.85  | 1.04  | 0.99 | 0.95 |
| Malta                       | 1.04    | 1.07 | 1.07  | 1.08  | 1.01  | 0.85 | 1.01 |
| Quần đảo Marshall           | 1.05    | 1.04 | 1.04  | 1.04  | 0.97  | 0.97 | 1.03 |
| Mauritanie                  | 1.03    | 1.01 | 0.96  | 0.87  | 0.83  | 0.73 | 0.93 |
| Mauritius                   | 1.05    | 1.04 | 1.03  | 1.00  | 0.91  | 0.71 | 0.96 |
| México                      | 1.05    | 1.05 | 1.03  | 0.94  | 0.84  | 0.80 | 0.96 |
| Liên bang Micronesia        | 1.05    | 1.03 | 1.00  | 0.93  | 0.93  | 0.82 | 0.97 |
| Moldova                     | 1.06    | 1.06 | 1.08  | 1.04  | 0.86  | 0.66 | 0.96 |
| Monaco                      | 1.03    | 1.06 | 1.09  | 1.03  | 0.98  | 0.80 | 0.94 |
| Mông Cổ                     | 1.05    | 1.04 | 1.03  | 0.94  | 0.83  | 0.67 | 0.95 |
| Montenegro                  | 1.04    | 1.08 | 1.07  | 0.99  | 0.96  | 0.77 | 0.97 |
| Montserrat                  | 1.03    | 1.06 | 1.10  | 0.93  | 0.88  | 1.26 | 1.00 |
| Maroc                       | 1.05    | 1.04 | 1.01  | 0.97  | 0.99  | 0.94 | 1.00 |
| Mozambique                  | 1.03    | 1.03 | 1.00  | 0.87  | 0.95  | 0.96 | 0.97 |
| Myanmar                     | 1.06    | 1.05 | 1.02  | 0.96  | 0.88  | 0.77 | 0.97 |
| Namibia                     | 1.03    | 1.02 | 1.00  | 0.93  | 0.80  | 0.74 | 0.96 |
| Nauru                       | 0.84    | 0.79 | 0.85  | 1.03  | 0.66  | 0.56 | 0.88 |
| Nepal                       | 1.06    | 1.11 | 1.07  | 0.82  | 0.90  | 0.98 | 0.96 |
| Hà Lan                      | 1.05    | 1.05 | 1.04  | 1.01  | 0.99  | 0.83 | 0.98 |
| Nouvelle-Calédonie          | 1.05    | 1.05 | 1.05  | 1.02  | 0.94  | 0.78 | 1.00 |
| New Zealand                 | 1.05    | 1.06 | 1.07  | 1.02  | 0.95  | 0.88 | 1.00 |
| Nicaragua                   | 1.05    | 1.04 | 1.02  | 0.91  | 0.85  | 0.79 | 0.95 |
| Niger                       | 1.03    | 1.02 | 0.97  | 0.93  | 0.98  | 0.92 | 0.98 |
| Nigeria                     | 1.06    | 1.04 | 1.03  | 1.00  | 0.96  | 0.89 | 1.02 |
| Bắc Macedonia               | 1.07    | 1.07 | 1.07  | 1.03  | 0.97  | 0.78 | 0.99 |
| Quần đảo Bắc Mariana        | 1.16    | 1.17 | 1.17  | 1.07  | 1.19  | 1.15 | 1.13 |
| Na Uy                       | 1.05    | 1.05 | 1.05  | 1.07  | 1.03  | 0.87 | 1.02 |
| Oman                        | 1.05    | 1.05 | 1.11  | 1.33  | 1.13  | 0.92 | 1.18 |
| Pakistan                    | 1.05    | 1.04 | 1.05  | 1.05  | 1.02  | 0.86 | 1.04 |
| Palau                       | 1.07    | 1.07 | 1.00  | 1.58  | 0.58  | 0.32 | 1.07 |
| Palestine /Dải Gaza         | 1.06    | 1.05 | 1.02  | 0.95  | 1.08  | 1.13 | 1.02 |
| Palestine /Bờ Tây           | 1.06    | 1.05 | 1.04  | 1.03  | 1.06  | 0.85 | 1.04 |
| Panama                      | 1.04    | 1.04 | 1.04  | 1.03  | 0.99  | 0.84 | 1.01 |
| Papua New Guinea            | 1.05    | 1.04 | 1.03  | 1.05  | 1.07  | 0.96 | 1.04 |
| Paraguay                    | 1.05    | 1.04 | 1.01  | 1.00  | 1.03  | 0.89 | 1.00 |
| Perú                        | 1.05    | 1.04 | 1.01  | 0.92  | 0.92  | 0.89 | 0.96 |
| Philippines                 | 1.05    | 1.04 | 1.04  | 1.04  | 0.86  | 0.68 | 1.01 |
| Ba Lan                      | 1.06    | 1.06 | 1.06  | 1.02  | 0.91  | 0.67 | 0.94 |
| Bồ Đào Nha                  | 1.05    | 1.05 | 1.06  | 0.97  | 0.84  | 0.66 | 0.90 |
| Puerto Rico                 | 1.06    | 1.04 | 1.03  | 0.91  | 0.85  | 0.75 | 0.90 |
| Qatar                       | 1.02    | 1.02 | 2.42  | 5.01  | 3.40  | 1.89 | 3.39 |
| România                     | 1.06    | 1.06 | 1.05  | 1.03  | 0.89  | 0.68 | 0.95 |
| Nga                         | 1.06    | 1.06 | 1.05  | 0.97  | 0.77  | 0.47 | 0.86 |
| Rwanda                      | 1.03    | 1.02 | 1.01  | 0.91  | 0.81  | 0.67 | 0.96 |
| Saint-Barthélemy            | 1.06    | 1.06 | 1.11  | 1.19  | 1.19  | 1.00 | 1.12 |
| Saint Helena                | 1.06    | 1.04 | 1.04  | 0.99  | 0.97  | 1.04 | 1.01 |
| Saint Kitts và Nevis        | 1.02    | 1.00 | 0.94  | 1.05  | 1.01  | 0.89 | 1.00 |
| Saint Lucia                 | 1.06    | 1.06 | 1.03  | 0.93  | 0.86  | 0.83 | 0.95 |
| Saint-Martin                | 1.04    | 0.99 | 0.97  | 0.92  | 0.88  | 0.78 | 0.92 |
| Saint-Pierre và Miquelon    | 1.06    | 1.07 | 1.08  | 0.94  | 1.07  | 0.75 | 0.94 |
| Saint Vincent và Grenadines | 1.03    | 1.02 | 1.02  | 1.08  | 1.08  | 0.91 | 1.04 |
| Samoa                       | 1.05    | 1.07 | 1.06  | 1.05  | 1.04  | 0.78 | 1.04 |
| Samoa thuộc Mỹ              | 1.06    | 1.06 | 1.01  | 0.98  | 0.96  | 0.86 | 1.00 |
| San Marino                  | 1.09    | 1.12 | 1.10  | 0.89  | 0.94  | 0.82 | 0.94 |
| São Tomé và Príncipe        | 1.03    | 1.03 | 1.03  | 0.97  | 0.87  | 0.77 | 1.00 |
| Ả Rập Xê Út                 | 1.05    | 1.04 | 1.09  | 1.52  | 1.61  | 1.12 | 1.30 |
| Sénégal                     | 1.03    | 1.01 | 0.99  | 0.86  | 0.75  | 0.77 | 0.94 |
| Serbia                      | 1.07    | 1.06 | 1.07  | 1.02  | 0.94  | 0.72 | 0.95 |
| Seychelles                  | 1.03    | 1.06 | 1.12  | 1.15  | 1.02  | 0.70 | 1.07 |
| Sierra Leone                | 1.03    | 1.00 | 0.96  | 0.92  | 0.90  | 0.70 | 0.95 |
| Singapore                   | 1.07    | 1.05 | 0.96  | 0.95  | 1.00  | 0.85 | 0.96 |
| Sint Maarten                | 1.05    | 1.08 | 1.04  | 0.97  | 0.90  | 0.89 | 0.98 |
| Slovakia                    | 1.07    | 1.06 | 1.05  | 1.02  | 0.92  | 0.65 | 0.94 |
| Slovenia                    | 1.04    | 1.05 | 1.08  | 1.11  | 0.99  | 0.76 | 1.00 |
| Quần đảo Solomon            | 1.05    | 1.06 | 1.06  | 1.04  | 1.07  | 0.88 | 1.04 |
| Somalia                     | 1.03    | 1.00 | 1.01  | 1.07  | 1.05  | 0.66 | 1.02 |
| Nam Phi                     | 1.02    | 1.00 | 0.97  | 1.02  | 0.87  | 0.72 | 0.98 |
| Nam Sudan                   | 1.05    | 1.04 | 1.05  | 1.05  | 1.23  | 1.35 | 1.06 |
| Tây Ban Nha                 | 1.07    | 1.06 | 1.07  | 1.04  | 0.96  | 0.75 | 0.98 |
| Sri Lanka                   | 1.04    | 1.04 | 1.04  | 0.97  | 0.86  | 0.73 | 0.95 |
| Sudan                       | 1.05    | 1.03 | 1.04  | 0.95  | 1.04  | 1.12 | 1.01 |
| Suriname                    | 1.05    | 1.04 | 1.04  | 1.04  | 0.98  | 0.78 | 1.01 |
| Thụy Điển                   | 1.06    | 1.06 | 1.07  | 1.03  | 1.01  | 0.87 | 1.00 |
| Thụy Sĩ                     | 1.06    | 1.06 | 1.05  | 1.00  | 1.01  | 0.80 | 0.98 |
| Syria                       | 1.06    | 1.05 | 1.00  | 0.97  | 0.97  | 0.88 | 1.00 |
| Đài Loan                    | 1.06    | 1.05 | 1.05  | 0.99  | 0.96  | 0.83 | 0.97 |
| Tajikistan                  | 1.05    | 1.04 | 1.03  | 0.99  | 0.85  | 0.70 | 0.99 |
| Tanzania                    | 1.03    | 1.02 | 1.01  | 1.01  | 0.86  | 0.71 | 1.00 |
| Thái Lan                    | 1.05    | 1.05 | 1.04  | 0.99  | 0.88  | 0.77 | 0.96 |
| Đông Timor                  | 1.07    | 1.06 | 1.03  | 0.92  | 0.94  | 0.94 | 1.00 |
| Togo                        | 1.03    | 1.01 | 1.00  | 0.99  | 0.90  | 0.76 | 0.98 |
| Tonga                       | 1.03    | 1.03 | 1.05  | 0.99  | 1.04  | 0.81 | 1.01 |
| Trinidad và Tobago          | 1.03    | 1.04 | 1.09  | 1.10  | 1.00  | 0.78 | 1.03 |
| Tunisia                     | 1.06    | 1.07 | 1.03  | 0.95  | 0.98  | 0.90 | 0.99 |
| Thổ Nhĩ Kỳ                  | 1.05    | 1.05 | 1.04  | 1.03  | 0.98  | 0.81 | 1.01 |
| Turkmenistan                | 1.05    | 1.03 | 1.01  | 0.99  | 0.88  | 0.77 | 0.98 |
| Quần đảo Turks và Caicos    | 1.05    | 1.04 | 1.00  | 1.01  | 1.11  | 0.89 | 1.01 |
| Tuvalu                      | 1.05    | 1.05 | 1.07  | 1.05  | 0.70  | 0.62 | 0.98 |
| Uganda                      | 1.03    | 1.02 | 0.94  | 0.85  | 0.85  | 0.75 | 0.94 |
| Ukraina                     | 1.06    | 1.06 | 1.05  | 0.97  | 0.76  | 0.51 | 0.86 |
| UAE                         | 1.06    | 1.07 | 1.19  | 3.27  | 6.05  | 3.39 | 2.56 |
| Liên hiệp Anh               | 1.05    | 1.05 | 1.05  | 1.05  | 0.98  | 0.82 | 0.99 |
| Hoa Kỳ                      | 1.05    | 1.04 | 1.04  | 1.01  | 0.94  | 0.81 | 0.97 |
| Uruguay                     | 1.04    | 1.04 | 1.03  | 0.99  | 0.89  | 0.67 | 0.94 |
| Uzbekistan                  | 1.06    | 1.05 | 1.05  | 0.99  | 0.89  | 0.75 | 0.99 |
| Vanuatu                     | 1.05    | 1.04 | 0.98  | 0.95  | 0.97  | 0.99 | 0.99 |
| Venezuela                   | 1.05    | 1.05 | 1.03  | 0.99  | 0.92  | 0.84 | 0.99 |
| Việt Nam                    | 1.09    | 1.11 | 1.09  | 1.03  | 0.88  | 0.66 | 1.01 |
| Quần đảo Virgin (Anh)       | 1.05    | 0.97 | 0.92  | 0.88  | 0.94  | 0.92 | 0.91 |
| Quần đảo Virgin (Mỹ)        | 1.06    | 1.05 | 0.95  | 0.88  | 0.91  | 0.81 | 0.91 |
| Wallis và Futuna            | 1.05    | 1.09 | 1.13  | 1.05  | 0.89  | 0.93 | 1.04 |
| Tây Sahara                  | 1.04    | 1.02 | 1.01  | 0.97  | 0.88  | 0.79 | 0.99 |
| Yemen                       | 1.05    | 1.04 | 1.03  | 1.05  | 0.84  | 0.84 | 1.02 |
| Zambia                      | 1.03    | 1.01 | 1.00  | 1.01  | 0.87  | 0.78 | 1.00 |
| Zimbabwe                    | 1.03    | 0.98 | 0.96  | 1.05  | 0.63  | 0.66 | 0.96 |